# Brembo (rivière)
Pour les articles homonymes, voir Brembo.
Le Brembo est une rivière de 74 km en Lombardie, entièrement à l’intérieur de la province de Bergame, et un affluent de l'Adda, donc un sous-affluent du Pô.

## Géographie
Le Brembo a sa source au pied du Pizzo del Diavolo di Tenda, dans les préalpes orobiennes et quand il arrive à Lenna, il s’unit au bras qui a sa source dans le Pizzo dei Tre Signori. Sur son parcours, il est alimenté par divers cours d’eau dont les plus importants pour leur portée sont :
- Le Stabina venant du Valtorta
- Le Val Parina et l'Enna qui descendent du Val Taleggio et qui se jettent dans le Brembo à San Giovanni Bianco.

Le Brembo est un affluent gauche de l’Adda où il termine son parcours non loin de Vaprio d'Adda, exactement entre les provinces de Bergame et de Milan.

## Crues
Au cours des siècles, le fleuve est sorti de son lit à diverses reprises et la dernière crue, en 1987, a causé des dégâts considérables aux paysans de la vallée du Brembo.